# Фомена
Фомена (англ. Fomena) — небольшой город в Гане, на территории региона Ашанти. Административный центр района Северный Аданси.

## Географическое положение
Город находится в южной части Ганы, вблизи заповедника Босумтви-Рейндж, на расстоянии приблизительно 157 километров к северо-западу от столицы страны Аккры. Абсолютная высота — 297 метров над уровнем моря.

## Климат
Климат города классифицируется как тропический, с сухой зимой и дождливым летом (Aw в классификации климатов Кёппена). Среднегодовая температура воздуха составляет + 25,3 °C. Расчётная многолетняя норма осадков — 1533 мм. В течение года количество осадков распределено неравномерно: наименьшее количество осадков выпадает в январе (17 мм), наибольшее количество — в сентябре (235 мм).

## Население
По данным Статистической службы Ганы (Ghana Statistical Service) численность населения Фомены в 2010 году составляла 3868 человек, из которых мужчины составляли 44 %, женщины — соответственно 56 %.

## Транспорт
Через город проходит национальная автотрасса N8. Ближайший аэропорт расположен в городе Кумаси.